# Зов Севера (фильм)
«Зов Севера» (англ. The Call of the North) — приключенческий немой фильм режиссёров Оскара Апфеля и Сесила Блаунта Демилля, снятый в 1914 году по одноименному произведению Джорджа Бродхерста.
Премьера фильма состоялась 10 августа 1914 года.

## Сюжет
Отец Неда Стюарта — Грэм был незаконно обвинён в прелюбодеянии и убит, будучи невиновным. Нед решает отомстить за своего отца, но сам схвачен и отправлен в долгое путешествие по «Тропе смерти». Вирджиния спасает ему жизнь, а преступник, подстроивший всё это, признается в невиновности Неда и его отца.

## В ролях
- Роберт Эдисон — Нед / Грэм Стюарт
- Теодор Робертс — Гален Альберт
- Уинифред Кингстон — Вирджиния
- Гораций Карпентер — Рэнд
- Флоренция Дагмар — Элоди
- Милтон Браун — Ме-ан-ган
- Вера МакГарри — Джулия
- Джод Маллалли — Пикард
- Сидни Дин — Мактавиш
- Фред Монтегю — Джек Уилсон